# Firfol
Firfol är en kommun i departementet Calvados i regionen Normandie i norra Frankrike. Kommunen ligger i kantonen Lisieux 1er Canton som ligger i arrondissementet Lisieux. År 2022 hade Firfol 367 invånare.

## Befolkningsutveckling
Antalet invånare i kommunen Firfol
Referens: INSEE